# NGC 5977
NGC 5977 is een lensvormig sterrenstelsel in het sterrenbeeld Slang. Het hemelobject werd op 29 juni 1880 ontdekt door de Franse astronoom Édouard Jean-Marie Stephan.

## Synoniemen
- UGC 9967
- MCG 3-40-23
- ZWG 107.23
- NPM1G +17.0561
- PGC 55769